# Taça Latina de 2010
A Taça Latina de 2010 foi a 25ª edição da Taça Latina. Esta competição é organizada pelo CERH.
| País     | J | V | E | D | GM | GS | DG | Pts |
| -------- | - | - | - | - | -- | -- | -- | --- |
| Espanha  | 3 | 2 | 1 | 0 | 16 | 13 | 3  | 7   |
| Portugal | 3 | 2 | 0 | 1 | 14 | 9  | 5  | 6   |
| Itália   | 3 | 1 | 0 | 2 | 9  | 13 | -4 | 3   |
| França   | 3 | 0 | 1 | 2 | 7  | 11 | -4 | 1   |

|          | Espanha | Portugal | Itália | França |
| -------- | ------- | -------- | ------ | ------ |
| Espanha  |         | 6-5      | 6-4    | 4-4    |
| Portugal |         |          | 6-1    | 3-2    |
| Itália   |         |          |        | 4-1    |
| França   |         |          |        |        |